# Federazione cestistica del Paraguay
La Federazione cestistica del Paraguay (Confederación Paraguaya de Básquetbol, CPB) è l'ente che controlla e organizza la pallacanestro in Paraguay.
La federazione controlla inoltre la nazionale di pallacanestro del Paraguay. Ha sede a Asunción e l'attuale presidente è Marcelo Bedoya.
È affiliata alla FIBA dal 1947 e organizza il campionato di pallacanestro del Paraguay.